# Фикарела (Катанцаро)
Фикарела је насеље у Италији у округу Катанцаро, региону Калабрија.
Према процени из 2011. у насељу је живело 48 становника. Насеље се налази на надморској висини од 8 м.